# Liste du patrimoine mondial au Koweït
Cet article recense les sites inscrits au patrimoine mondial au Koweït.

## Statistiques
Le Koweït ratifie la Convention pour la protection du patrimoine mondial, culturel et naturel le 6 juin 2002.
En 2013, le Koweït ne compte aucun site inscrit au patrimoine mondial. Le pays a cependant soumis 4 sites à la liste indicative, 3 culturels et 1 naturel.

## Listes
Les sites suivants sont inscrits sur la liste indicative.
| Site                                               | Gouvernorat | Type               | Date | Lien | Notes                           | Coordonnées                       | Illus. |
| -------------------------------------------------- | ----------- | ------------------ | ---- | ---- | ------------------------------- | --------------------------------- | ------ |
| Kuwait Towers                                      | Koweït      | Culturel (i), (ii) | 2014 | 5933 |                                 | 29° 23′ 07″ nord, 48° 00′ 11″ est |        |
| Palais (ar) d'Abdullah Al-Jabir (ar)               | Koweït      | Culturel (ii)      | 2015 | 6005 |                                 | 29° 23′ 16″ nord, 47° 59′ 44″ est |        |
| Région de Sa'ad et Sae'ed sur l'île de Failaka     | Al Asimah   | Culturel (iii)     | 2013 | 5800 | Comprend 7 sites archéologiques | 29° 25′ 59″ nord, 48° 19′ 59″ est |        |
| Île Bubiyan et réserve marine de Mubarak Al-Kabeer | Al Jahra    | Naturel (ix), (x)  | 2017 | 6257 |                                 | 29° 51′ 04″ nord, 48° 12′ 54″ est |        |